# David Trobisch
David Johannes Trobisch (Ebolowa, 18 de agosto de 1958) é um erudito alemão cujo trabalho se centrou na formação da Bíblia Cristã, nos antigos manuscritos do Novo Testamento e nas epístolas de Paulo.

## Vida
Trobisch cresceu nos Camarões, onde os seus pais serviram como missionários luteranos.
Trobisch divide o seu tempo entre a Alemanha, onde vive a sua esposa, filho e dois netos, e uma casa em Springfield, Missouri. Quando se encontra nos EUA, considera-se parte da Igreja Evangélica Luterana na América.

### Ensinar
Trobisch ensinou na Universidade de Heidelberg, na Escola de Teologia de Yale e no Seminário Teológico de Bangor, onde foi Professor Throckmorton-Hayes de Língua e Literatura do Novo Testamento de 2000 a 2009. Desde 2014 que é Director da Colecção Verde, em Oklahoma City, Oklahoma, uma das maiores coleções privadas de textos e artefatos bíblicos do mundo.

## Obras

### Teses
- Trobisch, David (1989). Die Entstehung der Paulusbriefsammlung: Studien zu den Anfängen christlicher Publizistik (ThD thesis Heidelberg, Wintersemester 1987/88). Novum Testamentum et orbis antiquus (in German). 10. Freiburg, Schweiz: Universitätsverlag; Göttingen: Vandenhoeck & Ruprecht. ISBN 9783525539118. OCLC 20542167.
- Trobisch, David (1996). Die Endredaktion des Neuen Testaments: eine Untersuchung zur Entstehung der christlichen Bibel. Novum Testamentum et orbis antiquus. 31. [S.l.]: Fribourg: Universitätsverlag; Göttingen: Vandenhoeck & Ruprecht. ISBN 3-7278-1075-0. OCLC 467576020

### Livros
- Trobisch, David (1994). Paul's letter collection: tracing the origins. [S.l.]: Minneapolis: Fortress Press. ISBN 9780800625979. OCLC 30036741
- Trobisch, David (2000). The First Edition of the New Testament. [S.l.]: New York: Oxford University Press. ISBN 978-0-195-11240-5. OCLC 827708997. doi:10.1093/acprof:oso/9780195112405.001.0001